# HD 59686 b
HD 59686 b é um planeta extrassolar que orbita a estrela HD 59686, a 316 anos-luz (97 parsecs) da Terra na constelação de Gemini. É um gigante gasoso de alta massa, com uma massa mínima de 5,25 vezes a de Júpiter. Orbita a estrela a uma distância equivalente a 91,1% da distância entre a Terra e o Sol ou 0,911 UA, perfazendo uma órbita circular com um período de 303 dias.